# Charis Jeorjadis
Charis Jeorjadis, gr. Χάρης Γεωργιάδης (ur. 9 kwietnia 1972 w Nikozji) – cypryjski polityk i przedsiębiorca, deputowany, od 2013 do 2019 minister.

## Życiorys
Do 1996 studiował stosunki międzynarodowe i ekonomię na University of Reading, następnie przez dwa lata pracował na tej uczelni. W latach 1999–2013 zarządzał rodzinnym przedsiębiorstwem hotelarskim.
Zaangażował się w działalność polityczną w ramach Zgromadzenia Demokratycznego (DISY). Był sekretarzem generalnym organizacji młodzieżowej tej partii (2001–2003) i dyrektorem biura przewodniczącego partii (2004–2006). Objął funkcję rzecznika prasowego DISY.
W 2011 został wybrany do Izby Reprezentantów. Mandat poselski złożył w 2013 w związku z wejściem w skład cypryjskiego rządu. W marcu tegoż roku prezydent Nikos Anastasiadis powierzył mu stanowisko ministra pracy, w następnym miesiącu Charis Jeorjadis przeszedł na urząd ministra finansów, odpowiadając za wprowadzanie reform gospodarczych. W lutym 2018, po uzyskaniu przez Nikosa Anastasiadisa prezydenckiej reelekcji, ogłoszono jego ponowną nominację na funkcję ministra finansów (od marca 2018). Funkcję tę pełnił do grudnia 2019. W 2021 ponownie uzyskał mandat deputowanego do Izby Reprezentantów.